# Divorcons (film 1915)
Divorcons è un film muto del 1915 di cui non si conosce il nome del regista. Il film è il secondo adattamento cinematografico della commedia francese Divorçons di Victorien Sardou ed Émile de Najac andata in scena in prima a Parigi il 6 dicembre 1880.

Prodotto dalla Biograph Company e distribuito dalla General Film Company, fu interpretato da Dell Henderson, Gertrude Bambrick, Dave Morris, Florence Lee, Charles H. West, Walter P. Lewis.

## Trama
Henri Des Prunelles trascura la moglie Cyprienne per dedicarsi al suo lavoro di ricercatore. Lei, allora, si innamora del cugino, il conte Adhemar de Gratinan, che provoca però la sua gelosia quando lo trova a flirtare con Madame de Brionee. Henri, apparentemente indifferente alla relazione della moglie, comincia a parlare di divorzio. Accompagna però la moglie a una cena mentre Adhemar si inquieta per l'improvvisa indifferenza di Cyprienne che ha annullato la loro cena di fidanzamento con la scusa di un impegno a casa della zia. Il conte si reca da questa zia solo per scoprire che è morta ormai da anni. Arrestato per essere stato scambiato per un ladro, viene rilasciato per l'intervento di Madame de Brionee e di Clavignac, un amico di Henri, che si premurano di portare il conte al ristorante dove si trova la coppia di coniugi che sembrano ora andare d'amore e d'accordo. Il conte, geloso e irato, vorrebbe far arrestare Henri, ma un poliziotto gli intima di andarsene.

## Produzione
Il film fu prodotto dalla Biograph Company.

## Distribuzione
Il copyright del film, richiesto dalla Biograph Co., fu registrato l'8 dicembre 1915 con il numero LP7177. Distribuito dalla General Film Company, uscì nelle sale cinematografiche statunitensi il 15 dicembre 1915.
Poiché non si è a conoscenza di copie superstiti della pellicola, il film viene considerato presumibilmente perduto.